# Fluefanger
Fluefanger (Dionaea muscipula) eller Venus-Fluefanger er en kødædende plante. Den fanger insekter, spindlere og andre små dyr, for eksempel fluer, edderkopper, snegle, larver og fårekyllinger, ved at klappe to sider af et blad sammen om byttet, lidt ligesom rovdyr gør med deres mund.
Plantens nærmeste slægtning, testet via DNA, lever i vand halvvejs rundt om jorden og hedder Aldrovanda vesiculosa (eng. waterwheel plant). Den er også kødædende.
Planten blev første gang beskrevet af guvernør Arthur Dobbs omkring 1760. Den er ikke særligt udbredt, og datidens botanikere var derfor svære at overbevise om dens eksistens, selvom lokalbefolkning gennem længere tid havde kendt til den. Men i 1793 fortalte Charles Darwin igen om fluefangeren[kilde mangler] og denne gang lykkedes det at overbevise offentligheden om plantens eksistens. Dengang levede den i USA i det sydøstlige North Carolina og det Nordøstlige South Carolina og det gør den også i dag. Han kaldte den for “one of the most wonderful plants in the world” (En af de mest fantastiske planter i verden) og han var også den første til at bevise dens kødædende egenskaber (i bogen ”Insectivorous Plants”). Plantens latinske navn er har den fået efter den romerske gudinde for jagt, månen og naturen Diana. På dansk er den opkaldt efter Venus, gudinden for kærlighed og skønhed.

## Naturligt levested
Venus fluefanger gror på næringsfattige fugtige sletter i udkanten af moser i det sydøstlige USA, hovedsagelig inden for en radius af 160 km fra Wilmington, North Carolina. Den gror i sandholdig tørv med en pH 4-5. Tørven er grunden til, at den behøver dyr for at få f.eks. kvælstof. Venus fluefanger må kun indsamles efter aftale med myndighederne, da den er truet.

## Bladfælden
Plantens bladfælder producerer lugtende nektar langs bladranden, for at lokke dyr til.
Når planten har fanget et dyr, fordøjer planten det og absorberer det, dog undtagen evt. exoskelet. Fordøjelsen sker ved at planten udskiller nogle enzymer, som kan sammenlignes lidt med mavesyre, som først drukner byttet og derefter nedbryder byttet. Efter fordøjelsen åbnes de to bladsider igen og evt. exoskelet blæses eller regnes væk. Dog er det ikke altid nødvendigt at exoskelettet fjernes, da det også tiltrækker edderkopper.
Fælden udgøres af 2 bladsider hver med 2-4 små hårlignende udvækster, der fungerer som fældens udløser. Der skal ske 2 berøringer af disse udløserhår (trigger hairs) før fælden klapper; enten det samme hår 2 gange eller 1 gang på hver af 2 forskellige hår på samme blad. Der er en vis "hukommelse", idet der må være 30 sekunder eller mere mellem berøringerne (kilde: kendt og egne forsøg). Fælden klapper typisk på under 1 sekund. Kanten af udvoksede bladfælder har bladtænder (cilier), som gør byttets flugt næsten umuligt.
Hvis hårene stadig stimuleres, vil bladene klemme mere, så fælden gøres vandtæt. Dette og frigivelse af stoffer såsom urinstof (urea) fra byttet fører til frigivelse af fordøjelsessaft med enzymer, som opløser dyrets bløddele i løbet af 4-10 dage. Hvis hårene ikke stimuleres efter bladlukning, så åbner bladsiderne igen i løbet af 1-2 dage (kilde egen plante). Det er sjældent inden for et blads levetid, at det fanger dyr flere gange.
Hvert blad kan kun fordøje et vist antal gange, hvorefter det alene laver fotosyntese og senere visner (sort visning). En fælde virker, med eller uden dyr, kun 10-12 gange.
Venus fluefanger kan have været ophav til legender om menneskeædende planter.

## Pasning og dyrkning
Venus fluefanger er populær som kulturplante, især i North Carolina. De kan trives, hvis nogle få krav opfyldes.
De trives med mindst(?) nogle få timers direkte solskin dagligt, men de må ikke blive stegt. For især nye planter, vil varm solskin kombineret med lav fugtighed gøre, at de dør i løbet af nogle uger. I naturen kan planten fange dyr og klare at være under vand i op til et par måneder.
Venus fluefanger må ikke vandes med vandhanevand, da de med tiden akkumulerede salte og kalk gør, at de fleste kødædende planter dør. Destilleret vand eller rent regnvand skal i stedet anvendes til vanding. Jorden skal holdes konstant fugtig ved, at underskålen fyldes med vand. Ideelt set burde underskålen være så stor, at plantens omgivelsesluftfugtighed øges.
Planten må ikke fodres med kød, fordi det typisk får rødderne til at rådne. Det er ikke nødvendigt at fodre den. Hvis man alligevel vil give planten en lækkerbisken, må dyret højst være 1/3-1/2 af fældestørrelsen. Planten behøver kun ca. 3 dyr om måneden og må ikke gødes. Hvis ikke planten selv har adgang til at fange insekter og man ikke kan fange insekter til den kan man evt. "fodre" med en lille smule ost - men stykket skal være meget lille, ikke større end en myg.
Folk som vil formere planten, bør fjerne blomsten inden blomstring, da den bruger meget af plantens energi og dermed minsker væksten.
En anden vigtig ting at tage hensyn til er at planten har brug for dvale om vinteren. Den skal placeres køligt 5-12 °C (ingen frost), holdes let fugtig og have lidt solskin. Alternativt kan planten placeres i køleskabet i en "ziploc" pose i 2 til 3 måneder startende om efteråret.
Planten kan blive 20-30 år og kan tåle temperaturer på mellem 5-40 °C.
Planten har højst 7 blade. Har den flere har rhizomet delt sig og kan deles til flere planter.